# Lunasin
Lunasin es un péptido encontrado en la soja y en algunos granos de cereales, que ha sido objeto de investigación desde 1996 centrándose en el cáncer, el colesterol y las enfermedades cardiovasculares y la inflamación.

## Descubrimiento
Lunasin es un péptido que se puede encontrar en la soja, la cebada, el trigo y el centeno. Se encuentra tanto en los granos originarios del continente americano, así como de los del Viejo Mundo. Este polipéptido fue originalmente aislado, purificado y secuenciado a partir de semilla de soja en 1987. Aunque no está seguro de la actividad biológica del péptido, el equipo japonés de investigadores lo describió como un péptido de 43 aminoácidos, observando específicamente el inusual ácido poli (L-aspártico) en el extremo carboxilo. Investigaciones posteriores de Alfredo Gálvez en el laboratorio de Ben de Lumen de la Universidad de California-Berkeley identificaron el péptido como una subunidad de la albúmina 2S específica del cotiledón. El nombre de la proteína se eligió de la palabra filipina lunas, que significa "cura". Lunasin fue patentado como una molécula biológica en 1999 por Lumen y Gálvez.

## Búsqueda médica
La actividad biológica de Lunasin fue descubierta por Gálvez mientras trabajaba en el laboratorio de Lumen en UC Berkeley.

Ha habido mucho interés por investigar los aspectos biomédicos de la lunasina, pero el alto costo que suponía sintetizarla dificultó la experimentación. Esta limitación ha sido superada por el desarrollo de métodos para aislar la lunasina altamente purificada de la escama blanca de soja, un subproducto del procesamiento de la soja. En laboratorios y experimentos con animales, la lunasina ha demostrado actividad anticarcinogénica que sugiere que puede tener potencial quimiopreventivo.

### Tratamiento de la ELA
Un hallazgo reciente es que el lunasin puede reducir el debilitamiento muscular progresivo de la ELA. Rick Bedlack, director de la Clínica de ELA de Duke University en Durham, Carolina del Norte, encontró un paciente, Michael McDuff, que sorprendentemente estaba mejorando. La causa parecía ser un régimen de lunasin que McDuff comenzó por su cuenta. Actualmente Bedlack ha iniciado un ensayo con otros pacientes con ELA para ver si funciona para un gran grupo de pacientes controlados clínicamente. Se está realizando un ensayo clínico.

## Impacto en los cambios epigenéticos
Lunasin fue el primer compuesto dietético con un mecanismo epigenético de acción identificado. Este mecanismo (acetilación de histonas) fue identificado por el Dr. Alfredo Gálvez en 1996 y patentado en 1999.